# Mykola Vinhranovsky
Mykola Stepanovytch Vinhranovsky (en ukrainien : Микола Степанович Вінграновський), né le 7 novembre 1936 à Pervomaïsk (oblast de Mykolaïv, RSS d'Ukraine) et mort le 26 mai 2004 à Kiev, est un réalisateur, écrivain, essayiste, acteur, auteur de livres pour enfants et poète ukrainien.

## Biographie

### Cinématographie
Mykola Vinhranovsky est né à Pervomaïsk. La maison familiale était attenante à une ferme avicole où travaillaient ses parents. Plus tard, la famille a déménagé dans le bourg de Bogopol situé dans la ville de Pervomaïsk. 
Après avoir obtenu son diplôme d'études secondaires, il a étudié la réalisation cinématographique à l'université nationale du théâtre, du cinéma et de la télévision de Kiev. Là, il a également rencontré le cinéaste ukrainien Alexandre Dovjenko. Avec Sergueï Eisenstein et Vsevolod Poudovkine, il est considéré comme l'un des réalisateurs les plus importants du début du cinéma soviétique. Alexandre Dovjenko a beaucoup influencé le travail artistique ultérieur de Mykola Vinhranovsky. Parmi ses camarades de classe, il y avait Gueorgui Chenguelaia et Otar Iosseliani. 
En 1960, Mykola Vinhranovsky y a obtenu son diplôme et a ensuite joué son premier rôle dans le film "Les Années flamboyantes", qui se déroule pendant la Seconde Guerre mondiale en Ukraine. Il y raconte le vécu du point de vue d'un simple soldat. Le scénario a été écrit par son professeur Alexandre Dovjenko. Au cours des années suivantes, il a occupé divers postes dans différents lieux de travail et a publié en même temps des poèmes qui ont été publiés dans des anthologies. Il s'est consacré également à la littérature jeunesse en écrivant plusieurs livres pour les jeunes lecteurs. Dans la période 1962-1963, il a travaillé comme acteur dans les studios de cinéma Dovjenko. 
De 1964 à 1965, il devint directeur du studio de cinéma d'Odessa, puis en 1965, il change à nouveau de travail. Il devient d'abord monteur puis directeur des studios de cinéma Dovjenko de Kiev. Ces deux studios de cinéma sont les plus grandes installations de production cinématographique d'Ukraine.

### Littérature
Mykola Vinhranovsky a également publié ses débuts littéraires Préludes nucléaires (Атомні прелюди). Dans le titre du recueil, Mykola Vinhranovsky introduit le terme musical « préludes ». Le titre remplit une fonction nominative et subordonne toute poésie à une seule idée créatrice. Ainsi, l'écrivain définit la musicalité comme la dominante stylistique de son premier recueil.Les premiers travaux de Mykola Vinhranovsky ne sont soumis à aucune règle. C'était pour détruire les normes précédemment acceptées et s'opposer au réalisme socialiste. Le prélude dans le domaine musical est une petite introduction à une œuvre polyphonique plus complexe. Ainsi, le recueil Préludes nucléaires se compose d'un nombre important de poèmes avec un total de quarante-huit poèmes ; c'est un prologue au travail ultérieur de l'écrivain.
Mykola Vinhranovsky a utilisé une grande variété de styles dans ses poèmes. Il s'est intéressé aux sonnets classiques et aux élégies ainsi qu'aux haïkus japonais. Il a écrit de la poésie en hexamètres ainsi qu'en vers libres. Ses poèmes traitent des thèmes de la nature et de la société. Les animaux, les oiseaux, les plantes et l'eau jouent un rôle majeur en termes de sujets. Le conflit entre la civilisation et la nature trouve son expression la plus forte dans l'histoire Siromanets publiée en 1977.
À la suite d'une longue maladie, Mykola Vinhranovsky est décédé en 2004. Il a été enterré à Kiev au cimetière Baïkov.

## Poésies
- Préludes nucléaires (Атомні прелюди), 1962.
- Cent poèmes (Сто поезій), 1967
- Poésie (Поезії), 1971.
- Sur la côte d'Argent (На срібнім березі), 1978.
- Kiev (Київ), 1982.
- Lèvres chaudes et Yeux dorés (Губами теплими і оком золотим), 1984.
- La Femme que j'aime (Цю жінку я люблю), 1990.
- Les Jours où vous vous étreignez (З обійнятих тобою днів), 1993.
- L'Amour ne va pas (Любове, ні! не прощавай!), 1997.

## Littérature jeunesse
- Monde sans guerre (Світ без війни), 1958.
- Président (Президент), 1960.
- Pervenche (Первінка), 1971.
- Siromanets (Сіроманець), 1977.
- Dans les profondeurs de la pluie (У глибині дощів), 1979.
- Été sur la Desna (Літо на Десні), 1983.
- Cheval au coucher du soleil (Кінь на вечірній зорі), 1986.
- Maniounia (Manyunya), 2003.

## Romans et essais
- Severyn Nalyvaïko (Северин Наливайко), 1996.
- Les Quatorze Capitales de l'Ukraine (Чотирнадцять столиць України), 1997.

## Acteurs
- Années flamboyantes (Повість полум'яних літ), 1961.
- La Seïm déborde de ses rives (Сейм виходить з берегів), 1962
- Rivage d'espoir (Берег надії), 1967
- Ballade d'un Britannique (Дума про Британку), 1970

## Réalisateur

### Longs métrages
- 1964 : La Fille de la station (en russe : Дочка Стратіона) co-réalisé avec Vassili Nikolaïevitch Levine (ru)
- 1965 : L'escadron se dirige vers l'ouest ( russe : Эскадра уходит на запад) co-réalisé avec Miron Lvovitch Bilinski (ru)
- 1967 : Rivages d'espoir (ru)
- 1973 : Rivages tranquilles (en russe : Тихі береги)
- 1984 : Klimko (en russe : Климко)

### Documentaires
- Les Sœurs bleu clair du peuple (Голубі сестри людей), 1966
- Un mot sur Andriy Malychko (Слово про Андрія Малишка), 1983.
- Dovjenko : Journaux 1941-1945 (Довженко. Щоденник 1941–1945), 1993.
- Tchyhyryne - la capitale de l'hetman Bohdan Khmelnytsky (Чигирин - столиця гетьмана Богдана Хмельницького) 1993
- Batouryn - la capitale de l'hetman Ivan Mazepa (Батурин - столиця гетьмана Івана Мазепи), 1993.
- Halytch – la capitale du prince Danilo Galitsky (Галич – столиця князя Данила Галицького), 1993.
- L'Hetman Sahaïdatchny (Гетьман Сагайдачний), 1999.

## Récompenses
- Prix national Taras-Chevtchenko pour ses livres pour enfants, 1984
- Prix littéraire Blagovest
- Diplôme d'honneur du Présidium de la Verkhovna Rada d'Ukraine

## Sources
1. ↑  Présentation de Mykola Vinhranovsky
2. ↑  Fondation Mykola Vinhranovsky pour mémoire à son œuvre littéraire et cinématographique
3. ↑  Biographie de Mykola Vinhranovsky
4. ↑  Vision du monde et talent de Mykola Vinhranovsky
5. ↑  Poésies de Mykola Vinhranovsky